# Zagreda, Podgorica
Zagreda este un sat din municipiul Podgorica, Muntenegru. Conform datelor de la recensământul din 2003, localitatea are 8 locuitori (la recensământul din 1991 erau 22 de locuitori).

## Demografie
În satul Zagreda locuiesc 8 persoane adulte, iar vârsta medie a populației este de 74,8 de ani (77,0 la bărbați și 74,0 la femei). În localitate sunt 4 gospodării, iar numărul mediu de membri în gospodărie este de 2,00.
Această localitate este populată majoritar de sârbi (conform recensământului din 2003).
|  |

| Demografie | Demografie | Demografie |
| An         | Locuitori  | Locuitori  |
| ---------- | ---------- | ---------- |
|            |            |            |
|            |            |            |
|            |            |            |
|            |            |            |
| 1948       | 41         |            |
| 1953       | 48         |            |
| 1961       | 65         |            |
| 1971       | 21         |            |
| 1981       | 9          |            |
| 1991       | 22         | 22         |
| 2003       | 8          | 8          |

| \| Componența etnică conform recensământului din 2003[2] \| Componența etnică conform recensământului din 2003[2] \| Componența etnică conform recensământului din 2003[2] \| Componența etnică conform recensământului din 2003[2] \| Componența etnică conform recensământului din 2003[2] \| \| ----------------------------------------------------- \| ----------------------------------------------------- \| ----------------------------------------------------- \| ----------------------------------------------------- \| ----------------------------------------------------- \| \| \| \| \| \| \| \| Sârbi \| Sârbi \| \| 7 \| 87,5% \| \| Muntenegreni \| Muntenegreni \| \| 1 \| 12,5% \| \| necunoscută \| necunoscută \| \| 0 \| 0% \| |              |  |   |       |
| Componența etnică conform recensământului din 2003 |              |  |   |       |
| |              |  |   |       |
| Sârbi | Sârbi        |  | 7 | 87,5% |
| Muntenegreni | Muntenegreni |  | 1 | 12,5% |
| necunoscută | necunoscută  |  | 0 | 0%    |